# Josh Christopher
Pour les articles homonymes, voir Christopher (homonymie).
Joshua Evan Christopher, né le 8 décembre 2001 à Carson en Californie, est un joueur américain de basket-ball évoluant au poste d'arrière. Il mesure 1,91 m.

## Biographie

### Carrière universitaire
Entre 2020 et 2021, il joue pour les Sun Devils d'Arizona State.
Le 31 mars 2021, il annonce qu'il se présente à la draft NBA 2021.

### Carrière professionnelle

#### Rockets de Houston (2021-2023)
Le 9 juillet 2021, il est sélectionné à la 24e position de la draft 2021 de la NBA par les Rockets de Houston.
En juillet 2023, il est envoyé aux Grizzlies de Memphis dans le cadre du sign-and-trade de Dillon Brooks aux Rockets de Houston. Il est coupé par les Grizzlies en octobre 2023.

#### Heat de Miami (depuis 2024)
En juillet 2024, il s'engage avec le Heat de Miami via un contrat two-way.

## Statistiques

### Universitaires
Les statistiques de Josh Christopher en matchs universitaires sont les suivantes :
| Saison    | Équipe        | Matchs | Titul. | Min./m | % Tir | % 3pts | % LF | Rbds/m. | Pass/m. | Int/m. | Ctr/m. | Pts/m. |
| --------- | ------------- | ------ | ------ | ------ | ----- | ------ | ---- | ------- | ------- | ------ | ------ | ------ |
| 2020-2021 | Arizona State | 15     | 15     | 29,8   | 43,2  | 30,5   | 80,0 | 4,73    | 1,40    | 1,47   | 0,53   | 14,27  |
| Carrière  | Carrière      | 15     | 15     | 29,8   | 43,2  | 30,5   | 80,0 | 4,73    | 1,40    | 1,47   | 0,53   | 14,27  |

### Professionnelles

#### Saison régulière
| Saison    | Équipe   | Matchs | Titul. | Min./m | % Tir | % 3pts | % LF | Rbds/m. | Pass/m. | Int/m. | Ctr/m. | Pts/m. |
| --------- | -------- | ------ | ------ | ------ | ----- | ------ | ---- | ------- | ------- | ------ | ------ | ------ |
| 2021-2022 | Houston  | 74     | 2      | 18,0   | 44,8  | 29,6   | 73,5 | 2,50    | 2,00    | 0,80   | 0,10   | 7,90   |
| 2022-2023 | Houston  | 64     | 2      | 12,3   | 46,5  | 23,6   | 75,0 | 1,10    | 1,00    | 0,50   | 0,20   | 5,80   |
| Carrière  | Carrière | 138    | 4      | 15,4   | 45,5  | 27,7   | 74,0 | 1,90    | 1,60    | 0,70   | 0,20   | 6,90   |

## Records sur une rencontre en NBA
Les records personnels de Josh Christopher en NBA sont les suivants, :
| Type de statistique        | Saison régulière | Saison régulière          | Saison régulière |
| Type de statistique        | Record           | Adversaire                | Date             |
| -------------------------- | ---------------- | ------------------------- | ---------------- |
| Points                     | 30               | Timberwolves du Minnesota | 3 avril 2022     |
| Paniers marqués            | 11               | Timberwolves du Minnesota | 3 avril 2022     |
| Paniers tentés             | 17               | Timberwolves du Minnesota | 3 avril 2022     |
| Paniers à 3 points réussis | 4                | Nets de Brooklyn          | 8 décembre 2021  |
| Paniers à 3 points tentés  | 7                | 76ers de Philadelphie     | 10 janvier 2022  |
| Lancers francs réussis     | 7                | 2 fois                    | 2 fois           |
| Lancers francs tentés      | 10               | @ Cavaliers de Cleveland  | 15 décembre 2021 |
| Rebonds offensifs          | 4                | @ Suns de Phoenix         | 16 février 2022  |
| Rebonds défensifs          | 6                | @ Nets de Brooklyn        | 5 avril 2022     |
| Rebonds totaux             | 8                | @ Nets de Brooklyn        | 5 avril 2022     |
| Passes décisives           | 7                | 2 fois                    | 2 fois           |
| Interceptions              | 5                | Kings de Sacramento       | 30 mars 2022     |
| Contres                    | 2                | 5 fois                    | 5 fois           |
| Balles perdues             | 5                | @ Pistons de Détroit      | 18 décembre 2021 |
| Minutes jouées             | 33               | Knicks de New York        | 16 décembre 2021 |

- Double-double : 0
- Triple-double : 0

Dernière mise à jour : 1er février 2023

## Distinctions personnelles
- McDonald's All-American (2020)
- Jordan Brand Classic (2020)
- Nike Hoop Summit (2020)